# Mistrzostwa Świata FIBT 1961
Mistrzostwa Świata FIBT 1961 odbyły się 15 lutego 1961 w amerykańskiej miejscowości Lake Placid, gdzie rozegrano konkurencję męskich dwójek i czwórek bobslejowych.

## Dwójki
- Data: 15 lutego 1961

| Miejsce | Państwo           | Zawodnik                       | Czas |
| ------- | ----------------- | ------------------------------ | ---- |
| 1       | Włochy            | Eugenio Monti Sergio Siorpaes  | –    |
| 2       | Stany Zjednoczone | Gary Sheffield Jerry Tennant   | –    |
| 3       | Włochy            | Sergio Zardini Romano Bonagura | –    |

## Czwórki
- Data: 15 lutego 1961

| Miejsce | Państwo           | Zawodnik                                                 | Czas |
| ------- | ----------------- | -------------------------------------------------------- | ---- |
| 1       | Włochy            | Eugenio Monti Sergio Siorpaes Furio Nordio Benito Rigoni | –    |
| 2       | Stany Zjednoczone | Stan Benham Gary Sheffield Jerry Tennant Chuck Pandolph  | –    |
| 3       | Szwecja           | Gunnar Åhs Gunnar Garpö Eric Wennerberg Börje Hedblom    | –    |

## Tabela medalowa
| Miejsce | Państwo           |   |   |   | Razem |
| ------- | ----------------- | - | - | - | ----- |
| 1.      | Włochy            | 2 | 0 | 1 | 3     |
| 2.      | Stany Zjednoczone | 0 | 2 | 0 | 2     |
| 3.      | Szwecja           | 0 | 0 | 1 | 1     |